# Ben Broeders
Ben Broeders (né le 21 juin 1995 à Louvain) est un athlète belge, spécialiste du saut à la perche.

## Carrière
En 2013, il remporte la médaille de bronze des Championnats de Belgique puis la médaille d'argent en 2015.
Le 21 mai 2016, il bat son record personnel à Oordegem-Lede en 5,61 m. En juillet 2016, il termine 4e lors des Championnats d'Europe à Amsterdam.
En  juin 2019 il réussit les minima pour les championnats du monde de Doha en franchissant 5,71 m à Deux-Ponts. Une semaine plus tard il bat le record de Belgique à Hof-sur-Saale en Allemagne en réussissant 5,76 m au troisième essai.
En juin 2022, il bat son record de Belgique au meeting de Merzig en franchissant une barre à 5,85 m.
En avril 2024, il termine 2e du concours de la manche de Ligue de Diamant de Shanghai avec un saut à 5,82 m, égalant son record en indoor. Ce résultat lui permet de se qualifier pour les Jeux olympiques de Paris.
Lors des Jeux olympiques d'été 2024 à Paris, il ne parvient pas à se qualifier pour la finale, ne réussissant que 5,60 m.
Le 2 août 2025, il remporte la médaille d'or aux Championnats de Belgique avec un saut à 5,65 m.

## Palmarès
| Date | Compétition                        | Lieu                               | Résultat | Marque  |
| ---- | ---------------------------------- | ---------------------------------- | -------- | ------- |
| 2015 | Championnats d'Europe espoirs      | Tallinn                            | 9e       | 5,20 m  |
| 2016 | Championnats d'Europe              | Amsterdam                          | 4e       | 5,50 m  |
| 2017 | Championnats d'Europe espoirs      | Bydgoszcz                          | 1er      | 5,60 m  |
| 2019 | Universiade                        | Naples                             | 3e       | 5,51 m  |
| 2019 | Championnats du monde              | Doha                               | 12e      | 5,55 m  |
| 2020 | Circuit mondial en salle de l'IAAF | Circuit mondial en salle de l'IAAF | 3e       | détails |
| 2021 | Circuit mondial en salle de l'IAAF | Circuit mondial en salle de l'IAAF | 3e       | 12 pts  |
| 2022 | Championnats du monde              | Eugene                             | 11e      | 5,70 m  |
| 2023 | Championnats du monde              | Budapest                           | 7e       | 5,75 m  |
| 2024 | Championnats du monde en salle     | Glasgow                            | 6e       | 5,65 m  |

## Records
| Épreuve          | Épreuve   | Marque      | Lieu           | Date                         |
| ---------------- | --------- | ----------- | -------------- | ---------------------------- |
| Saut à la perche | Plein air | 5,85 m (NR) | Merzig         | 11 juin 2022                 |
| Saut à la perche | En salle  | 5,82 m (NR) | Toruń Shanghai | 8 février 2023 27 avril 2024 |